# クローズアップNOW
『クローズアップNOW』（クローズアップナウ）は、日本テレビ系列局ほかで放送されていた日本テレビ製作の情報番組である。日本テレビ系列局では1983年10月2日から同年12月25日まで、毎週日曜 11:00 - 11:45 （日本標準時）に放送。

## 概要
司会は大石吾朗と織作峰子。
強いニュース的性の価値を持った写真を素材にし、当時の話題の人などから成るゲストに突撃インタビューをしてその反応を見るなどの構成で送る、ジャーナリスティックな番組。

## 各回の番組内容
※当日の各新聞テレビ欄における記載内容による。
| 回数 | 放送日         | 各新聞テレビ欄における見出し      |
| ---- | -------------- | --------------------------------- |
| 1    | 1983年10月2日  | 対決富士大爆発                    |
| 2    | 1983年10月9日  | ロッキード判決直前▽体操界のおしん |
| 3    | 1983年10月16日 | 美智子妃ご近況▽危ない女の山歩き   |
| 4    | 1983年10月23日 | 速報！百恵妊娠記者会見▽GL戦予想   |
| 5    | 1983年10月30日 | 118最高齢スーパーマン壮健の秘けつ |
| 6    | 1983年11月6日  | 新就職はおんな自衛官▽嫌煙権大激論 |
| 7    | 1983年11月13日 | “別れて”妻が切り出す離婚激増      |
| 8    | 1983年11月20日 | 必見！こんな“日本”が米TVで放映    |
| 9    | 1983年11月27日 | 梨元レポーターが総括！“克美事件”  |
| 10   | 1983年12月4日  | びっくりロボット登場▽男性美容時代 |
| 11   | 1983年12月11日 | 死ぬまでマイク離さない！▽見合い考 |
| 12   | 1983年12月18日 | 父よ母よ！中国残留孤児は叫ぶ      |
| 13   | 1983年12月25日 | '83話題人総発言                   |

## 放送局
系列は放送当時のもの。
| 放送対象地域   | 放送局             | 系列                                         | 備考                              |
| -------------- | ------------------ | -------------------------------------------- | --------------------------------- |
| 関東広域圏     | 日本テレビ         | 日本テレビ系列                               | 製作局                            |
| 北海道         | 札幌テレビ         | 日本テレビ系列                               | 同時ネット （日曜 11:00 - 11:45） |
| 青森県         | 青森放送           | 日本テレビ系列 テレビ朝日系列                | 同時ネット （日曜 11:00 - 11:45） |
| 岩手県         | テレビ岩手         | 日本テレビ系列                               | 同時ネット （日曜 11:00 - 11:45） |
| 宮城県         | ミヤギテレビ       | 日本テレビ系列                               | 同時ネット （日曜 11:00 - 11:45） |
| 秋田県         | 秋田放送           | 日本テレビ系列                               | 同時ネット （日曜 11:00 - 11:45） |
| 山形県         | 山形放送           | 日本テレビ系列 テレビ朝日系列                | 同時ネット （日曜 11:00 - 11:45） |
| 福島県         | 福島中央テレビ     | 日本テレビ系列                               | 同時ネット （日曜 11:00 - 11:45） |
| 新潟県         | テレビ新潟         | 日本テレビ系列                               | 同時ネット （日曜 11:00 - 11:45） |
| 山梨県         | 山梨放送           | 日本テレビ系列                               | 同時ネット （日曜 11:00 - 11:45） |
| 静岡県         | 静岡第一テレビ     | 日本テレビ系列                               | 同時ネット （日曜 11:00 - 11:45） |
| 富山県         | 北日本放送         | 日本テレビ系列                               | 同時ネット （日曜 11:00 - 11:45） |
| 福井県         | 福井放送           | 日本テレビ系列                               | 同時ネット （日曜 11:00 - 11:45） |
| 中京広域圏     | 中京テレビ         | 日本テレビ系列                               | 同時ネット （日曜 11:00 - 11:45） |
| 近畿広域圏     | よみうりテレビ     | 日本テレビ系列                               | 同時ネット （日曜 11:00 - 11:45） |
| 鳥取県・島根県 | 日本海テレビ       | 日本テレビ系列 テレビ朝日系列                | 同時ネット （日曜 11:00 - 11:45） |
| 山口県         | 山口放送           | 日本テレビ系列 テレビ朝日系列                | 同時ネット （日曜 11:00 - 11:45） |
| 広島県         | 広島テレビ         | 日本テレビ系列                               | 同時ネット （日曜 11:00 - 11:45） |
| 徳島県         | 四国放送           | 日本テレビ系列                               | 同時ネット （日曜 11:00 - 11:45） |
| 香川県・岡山県 | 西日本放送         | 日本テレビ系列                               | 同時ネット （日曜 11:00 - 11:45） |
| 愛媛県         | 南海放送           | 日本テレビ系列                               | 同時ネット （日曜 11:00 - 11:45） |
| 高知県         | 高知放送           | 日本テレビ系列                               | 同時ネット （日曜 11:00 - 11:45） |
| 福岡県         | 福岡放送           | 日本テレビ系列                               | 同時ネット （日曜 11:00 - 11:45） |
| 長崎県         | テレビ長崎         | フジテレビ系列 日本テレビ系列                | 同時ネット （日曜 11:00 - 11:45） |
| 熊本県         | くまもと県民テレビ | 日本テレビ系列                               | 同時ネット （日曜 11:00 - 11:45） |
| 大分県         | テレビ大分         | フジテレビ系列 日本テレビ系列 テレビ朝日系列 | 同時ネット （日曜 11:00 - 11:45） |
| 宮崎県         | テレビ宮崎         | フジテレビ系列 日本テレビ系列 テレビ朝日系列 | 同時ネット （日曜 11:00 - 11:45） |
| 鹿児島県       | 鹿児島テレビ       | フジテレビ系列 日本テレビ系列                | 同時ネット （日曜 11:00 - 11:45） |
| 沖縄県         | 沖縄テレビ         | フジテレビ系列                               | 同時ネット （日曜 11:00 - 11:45） |
| 長野県         | 信越放送           | TBS系列                                      | 遅れネット                        |
| 石川県         | 北陸放送           | TBS系列                                      | 遅れネット （日曜 10:00 - 10:45） |